# Семейный портрет на фоне пейзажа
«Семейный портрет на фоне пейзажа» (нидерл. Familiegroep in landschap) — картина голландского художника Франса Халса, написанная в 1645—1648 годах. Картина находится в Музее Тиссен-Борнемиса в Мадриде.

## Описание
Франс Халс считается одним из величайших нидерландских мастеров портрета, этот жанр пользовался широким успехом в XVII в., благодаря бурному развитию экономики и торговли и стремлению зажиточных классов страны запечатлеть своё богатство на портрете. Халс, как никто иной, умел проникнуть во внутренний мир своих моделей, наделяя их невиданной до тех пор жизненной силой и естественностью.
На этой картине держащиеся за руку супруги символизируют семейную верность, а собака у ног девочки — преданность. Полотно написано таким лёгким и свободным мазком, что кажется невероятно современным для той эпохи. Самое знаменитое наследие этого художника составляет именно групповые портреты.

## Провенанс
Мало что известно о происхождении картины в 18 веке. Она была выставлена в Королевской академии в 1906 году под названием «Портрет художника и его семьи». Картина попала в руки арт-дилера Джозефа Дювина в 1909 году. В 1910 году ее купил Отто Герман Кан за 500 000 долларов, впоследствии одолжив ее Метрополитен-музею. В 1935 году она находилась в Mogmar Art Foundation в Нью-Йорке, у которого ее приобрела коллекция Тиссена-Борнемисы.